# Siona
Cet article concerne le peuple siona. Pour la langue siona, voir Siona (langue). Pour le genre de papillon, voir Siona (papillon).

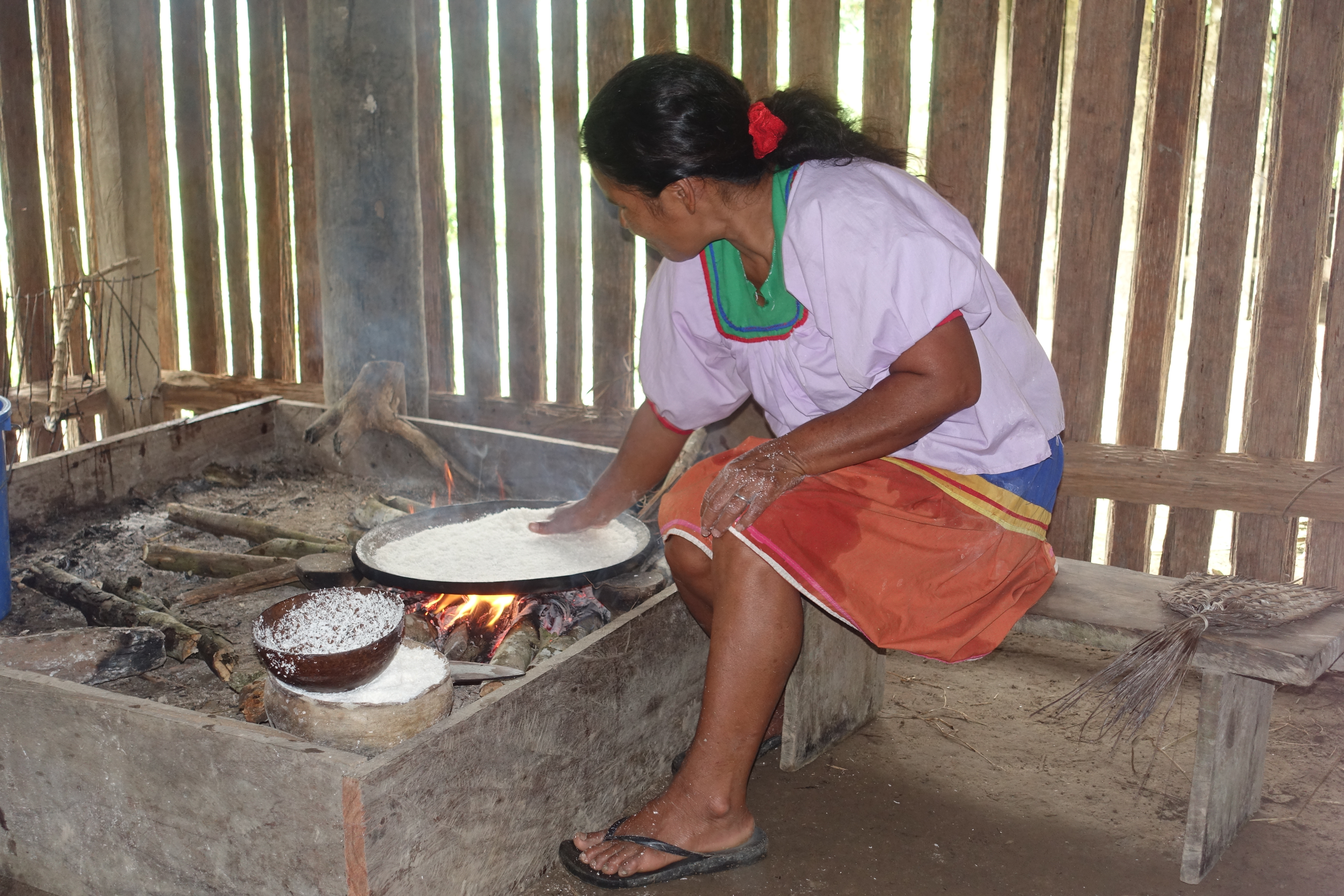
Fabrication de galettes de manioc, Siona Village San Victoriano, réserve de faune de Cuyabeno (le manioc est râpé pour obtenir de la farine, le liquide est pressé puis cuit sur une poêle)

Les Siona sont un peuple amérindien de la région amazonienne.  Leur territoire et leur présence sont binationaux en Équateur et Colombie.
En Équateur, ils constituent l'une des treize nationalités indigènes reconnues. Leur nombre, qui y est évalué entre 350 et 400 personnes (COPENDE) et leur territoire dans la région de l’Oriente (voisin de celui des Secoya dont ils sont proches culturellement) ne sont actuellement qu’une fraction de ce qu’ils pouvaient représenter avant la colonisation.  Ils ont été décimés par de nouvelles maladies et repoussés lors de l’exploitation des ressources naturelles de la forêt, depuis le caoutchouc et le bois jusqu’au pétrole actuellement qui provoque de sérieuses pollutions des eaux qui contaminent la population. Malgré de nombreuses difficultés et la dispersion des communautés, les Siona tentent de défendre leurs droits et culture au moyen d'une organisation sociopolitique : l'Organisation de la Nationalité Indigène Siona de l'Équateur (ONISE), membre de la CONAIE.
En Colombie, la communauté doit faire face à la violence engendrée par le conflit armé et aux activités de la compagnie pétrolière britannique Amerisur Resources.